# Historia del uniforme de la Sociedade Esportiva Palmeiras
La Indumentaria del Palmeiras es el utilizado por los jugadores del «Verdão» tanto en competencias nacionales como internacionales, desde el primer equipo hasta los juveniles, como también las mujeres.
La vestimenta titular histórica usada por el club consta de camiseta verde, pantalón blanco y medias verdes, la cual ha sufrido leves cambios de diseños a través de la historia.
La vestimenta alternativa ha tenido varios colores como diseños, actualmente se compone de camiseta blanca, pantaloneta verde y medias blancas.

## Titular
| 1914 |  | 1970-71 | 1971-72 | 1973 | 1984 | 1987 | 1993 | 1994-95 | 1996 |  |

|  | 1996-97 | 1997 | 1998 | 1999 | 1999-00 | 2000 | 2000-01 | 2001 | 2002 |

| 2003 | 2004-05 |  | 2005–06 | 2006–07 | 2007–08 | 2008–09 | 2009–10 | 2010–11 | 2011–12 |  |

| 2012-13 | 2013-14 | 2014-15 | 2015-16 | 2016-17 | 2017-18 | 2018-19 | 2020 | 2021 |  |

| 2022 | 2023 | 2024 | 2025 |

## Alternativo
| 1996-97 | 1997 | 1998 | 1999 | 1999-00 | 2000 | 2000-01 | 2001 | 2002 |  |

| 2003 | 2004-05 | 2005-06 | 2006-07 | 2007-08 | 2008-09 | 2009-10 | 2010-11 | 2011-12 |  |

| 2012-13 | 2013-14 | 2014-15 | 2015-16 | 2016-17 | 2017-18 | 2018-19 | 2020 | 2021 |  |

| 2022 | 2023 | 2024 | 2025 |

## Tercero
| 1997 | 1998 | 1999 | 2000 | 2000 | 2001 | 2002 | 2004–05 | 2006-07 |  |

| 2008-09 | 2009-10 | 2010-11 | 2011-12 | 2012-13 | 2013-14 | 2014-15 | 2015-16 | 2016-17 |  |

| 2017-18 | 2018 | 2019 | 2020 | 2021 | 2022 | 2023 | 2024 | 2025 |

- Datos: Q20059638